# Фридрих Улрих (Кирксена)
Фридрих Улрих Кирксена от Източна Фризия (на немски: Friedrich Ulrich Cirksena; Friedrich Ulrich von Ostfriesland; * 31 декември 1667 или 1 януари 1668, Норден; † 13 март 1710, Норден) от род Кирксена е граф на Източна Фризия, наследник на Крихинген и на господствата Саарвелинген, Крихинг, Пютлинген и Ролинген, холандски генерал-лейтенант на кавалерията във Великобритания.

## Биография
Той е вторият син на граф Едцард Фердинанд от Източна Фризия-Норден (1636 – 1668) и съпругата му графиня Анна Доротея фон Крихинген-Пютлинген († 20 май 1705, Норден), дъщеря наследничка на граф Албрехт Лудвиг фон Крихинген († 1651) и вилд-рейнграфиня Агата фон Залм-Кирбург (ок. 1617), дъщеря на вилд-рейнграф Йохан Казимир фон Кирбург (1577 – 1651) и графиня Доротея фон Золмс-Лаубах (1579 – 1631). По-големият му брат е граф Едцард Еберхард Вилхелм от Източна Фризия (1666 – 1707).
Фридрих Улрих не познава баща си Едцард Фердинанд, понеже той умира един ден след раждането му. Като по-малък син Фридрих Улрих започва от млад военна служба. Той се бие на холандска служба против французите и е известен със своята смелост. Той става генерал-лайтенант на кавалерията. В битката при Неервинден през 1693 г. спасява живота на английския крал Уилям III Оранжки. По-късно се бие също във Войната за испанското наследство (1701 – 1714).
Фридрих Улрих играе с удоволствие с големи залози и често е в недостиг на пари. Той обаче има добро отношение със съсловията, които често му помагат
Умира на 13 март 1710 г. в Норден на 42 години, малко след раждането на дъщеря му.

## Фамилия
Фридрих Улрих се жени на 10 април 1709 г. в Аурих за братовчедката си принцеса Мария Шарлота от Източна Фризия (* 10 април 1689, Аурих; † 9 декември 1761, Дирдорф, Нойвид), дъщеря на княз Кристиан Еберхард (1665 – 1708) и Еберхардина София фон Йотинген-Йотинген (1666 – 1700). Те имат една дъщеря:
- Кристина Луиза от Източна Фризия (* 1 февруари 1710, Норден; † 12 май 1732), наследничка на Крихинген, Ролинген и други, сгодена на 24 юли 1726 г., омъжена на 14 август 1726 г. в Аурих за граф Йохан Лудвиг Адолф фон Вид-Рункел (* 30 май 1705; † 18 май 1762), син на граф Максимилиан Хайнрих фон Вид-Рункел-Дирдорф (1681 – 1706) и графиня София Флорентина фон Липе-Детмолд (1683 – 1758)